# Street of Chance
Street of Chance (br: Caminhos da Sorte) é um filme estadunidense de 1930, do gênero drama, dirigido por John Cromwell. Esta é a melhor das três boas produções que a dupla William Powell e Kay Francis rodou naquele ano.

## Sinopse
John Marsden é um famoso jogador de Nova Iorque que está com seu casamento em risco porque sua esposa, Alma, não aceita sua condição. Enquanto tenta desistir do vício, ele recebe a visita de seu irmão, Babe Marsden, que pensa que ele é um corretor de fundos públicos. Babe acaba de se casar com Judith e também é jogador. John vê que seu irmão vai cometer os mesmos erros que ele mesmo cometeu e planeja uma última investida, para ensinar a Babe uma lição indelével. Para isso, ele recorre à trapaça, porém acaba descoberto por Dorgan e torna-se um homem marcado.

## Elenco
| Ator/Atriz      | Personagem      |
| --------------- | --------------- |
| William Powell  | John Marsden    |
| Jean Arthur     | Judith Marsden  |
| Kay Francis     | Alma Marsden    |
| Regis Toomey    | Babe Marsden    |
| Stanley Fields  | Dorgan          |
| Brooks Benedict | Al Mastick      |
| Betty Francisco | Senhora Mastick |

## Principais prêmios e indicações
| Prêmio                          | Categoria(s) Indicada(s)            | Categoria(s) Premiada(s) |
| ------------------------------- | ----------------------------------- | ------------------------ |
| Oscar (1929-1930)               | Roteiro Adaptado (Howard Estabrook) | ---                      |
| National Board of Review (1930) | ---                                 | Melhor Filme             |